# Orde de Savigny
L'Orde de Savigny era un orde monàstic fundat el 1105 a l'abadia de Savigny (Normandia) per Vidal de Savigny. Va desaparèixer en 1147, quan els monestirs de l'orde s'integraren a l'Orde del Cister, com a congregació. Els monjos n'eren anomenats saviniencs (saviniens en francès).

## Fundació
Vidal de Savigny era canonge de la col·legiata de Mortain; desitjós de fer vida eremítica, va deixar la canongia i es va retirar com a eremita al bosc de Craon (Anjou) on es posà sota la direcció espiritual de Robert d'Arbrissel, que després fundaria l'Orde de Fontevrault. Quan Robert marxà, Vidal es retirà al bosc de Savigny, on construí un eremitori.
L'arribada de deixebles que volien seguir la manera de viure de Vidal l'obligà a construir-hi edificis i instituir una regla de vida per a la naixent comunitat. La regla es basava en la Regla de Sant Benet, interpretada de manera similar a la dels cistercencs, que n'emfatitzaven l'austeritat i el retir, i el compliment rigorós de la regla. Vestien hàbit gris.
En 1105, Raoul de Fougères, senyor de Savigny, va donar a Vidal part del bosc on s'havia establert amb els monjos. El 1112 va confirmar aquesta donació i el rei d'Anglaterra i duc de Normandia, Enric I, concediren privilegis a la fundació. Llavors es funda l'abadia de la Santíssima Trinitat de Savigny. A partir de llavors, se'n fan noves fundacions i es crea, de fet, l'orde, que creix i s'estén ràpidament pel nord de França i Anglaterra.

## Expansió
El 1119 Calixt II, que era a Angers, havia pres l'orde sota la seva protecció directa, i Honori II en confirmarà els privilegis, la qual cosa motivà els nobles a fer donacions i llegats a l'orde, afavorint-ne el creixement. Vidal també establí una comunitat femenina, de la qual se'n desconeix la ubicació; potser era l'Abadia Blanca de Mortain, on fou abadessa la seva germana Adelina. Al contrari que les abadies del moment, que només acceptaven dones riques, nobles i amb grans dots, estava oberta a admetre joves pobres o de famílies humils.
En trenta anys es fundaren fins a 33 cases dependents de Savigny, sobretot al Maine, Normandia, Anjou i Turena: tres les fundà el mateix Vidal, i la resta els seus successors, principalment el segon abat Geoffroy (1122-1139), autèntic artífex de la consolidació de l'orde; Enric I d'Anglaterra permeté establir setze monestirs a Anglaterra, nou d'elles directament fundades per la casa mare, entre les quals les abadies de Furness i Calder, a Cúmbria. La congregació fou també lloada per Bernat de Claravall. En 1132, per garantir la cohesió interna, Geoffroy va establir un sistema de visites d'un monjo visitador, i de capítols generals anuals, sistema similar a l'existent entre els cistercencs.

### Algunes abadies de l'orde
- 1115: Abadia Blanca de Mortain (la Manche).
- 1118: Vaux-de-Cernay (Yvelines).
- 1124: Furness (Anglaterra), primera fundació britànica.
- 1127: Beaubec-la-Rosière (Seine-Maritime), Villers-Canivet, Vaux de Cernay.
- 1129: Chaloché (Chaumont d'Anjou).
- 1130: Saint-André de Gouffern (la Hoguette), Foucarmont.
- 1131: la Boissière (Dénézé-sous-le-Lude, Manche)
- 1134: Rushen (Illa de Man), dependent de Furness; Aulnay (Aulnay-sur-Odon).
- 1136: Buckfast (Buckfastleigh, Devon, Anglaterra).
- 1131: Aunay-sur-Odon (Calvados).
- 1132: Quarr (Illa de Wight, Anglaterra).
- 1134: Byland (Hambleton, Anglaterra); Fontaine-les-blanches (Autrèche).
- 1135: Buildwas (Shropshire, Anglaterra), Longvilliers (Sarthe).
- 1137: Notre-Dame-et-saint-Jean-Baptiste au Breuil-Benoît (Marcilly-sur-Eure, Eure); la Vieuville (Epiniac); Lannoy (Roy-Boissy, Orne)
- ca. 1140: Notre-Dame de Barbery (Calvados).
- 1140: La Trappe (Soligny-la-Trappe, l'Orne), Barbery (Côte d'Armor); Coggeshall (Anglaterra).
- 1145: Jervaulx (East Witton, Yorkshire).

En 1140, la congregació de Savigny tenia 28 monestirs, dotze d'ells a les Illes Britàniques.
Entre els monjos de Savigny, cinc van ésser canonitzats: a més del fundador, Geoffroy, Pere d'Avranches, Guillem i Aimon, tot ells abats de la casa mare. Sant Adelina, monja de Mortain, hauria estat religiosa de la branca femenina de l'orde.

## Fusió amb l'orde cistercenc
Cap al 1147, l'orde va començar a patir dificultats financeres i administratives. Janet Burton atribueix el conflicte a la manca d'identitat real de l'orde com a conjunt, al contrari que l'orde cistercencs: els monestirs, tant a Normandia com a Anglaterra, es veien com a fundacions vinculades entre si, però no com a part d'una unitat organitzada. L'abat Serló, quart abat de Savigny, va trobar problemes per retenir la seva jurisdicció sobre els monestirs anglesos, que volien independitzar-se'n. Per evitar-ho, va decidir d'afiliar tot l'orde al més poderós i organitzat Orde del Cister. Aquesta integració es formalitzà al capítol general de 1147.
Tot i que alguns monestirs anglesos s'hi resistiren, el papa Eugeni III els obligà a ocatar la decisió en 1148. Tots els monestirs adoptaren la regla i directrius dels cistercencs.
L'abadia de Savigny, ja cistercenca, subsistí fins al 1509, quan fou incendiada pels calvinistes.